# 天延
天延（てんえん、旧字体：天延󠄂）は、日本の元号の一つ。天禄の後、貞元の前。973年から976年までの期間を指す。この時代の天皇は円融天皇。

## 改元
- 天禄4年12月20日（ユリウス暦974年1月16日）：改元。
- 天延4年7月13日（ユリウス暦976年8月11日）：貞元に改元。

## 天延期におきた出来事
- 蜻蛉日記成立

2年
- 5月23日：尾張守、同国百姓の訴えにより罷免される。
- 8～9月：疱瘡流行。

3年
- 6月：六衛府官人等、弓矢を帯びて大糧米の下行されないことを愁訴。

## 西暦との対照表
※は小の月を示す。
| 天延元年（癸酉） | 一月     | 二月※ | 三月※ | 四月  | 五月※ | 六月※ | 七月  | 八月※ | 九月  | 十月  | 十一月  | 十二月※ |          |
| ---------------- | -------- | ----- | ----- | ----- | ----- | ----- | ----- | ----- | ----- | ----- | ------- | ------- | -------- |
| ユリウス暦       | 973/2/6  | 3/8   | 4/6   | 5/5   | 6/4   | 7/3   | 8/1   | 8/31  | 9/29  | 10/29 | 11/28   | 12/28   |          |
| 天延二年（甲戌） | 一月     | 二月  | 三月※ | 四月※ | 五月  | 六月※ | 七月※ | 八月  | 九月※ | 十月  | 閏十月  | 十一月※ | 十二月   |
| ユリウス暦       | 974/1/26 | 2/25  | 3/27  | 4/25  | 5/24  | 6/23  | 7/22  | 8/20  | 9/19  | 10/18 | 11/17   | 12/17   | 975/1/15 |
| 天延三年（乙亥） | 一月     | 二月※ | 三月  | 四月※ | 五月  | 六月※ | 七月※ | 八月※ | 九月  | 十月  | 十一月※ | 十二月  |          |
| ユリウス暦       | 975/2/14 | 3/16  | 4/14  | 5/14  | 6/12  | 7/12  | 8/10  | 9/8   | 10/7  | 11/6  | 12/6    | 976/1/4 |          |
| 天延四年（丙子） | 一月     | 二月  | 三月※ | 四月  | 五月※ | 六月  | 七月※ | 八月※ | 九月  | 十月※ | 十一月  | 十二月※ |          |
| ユリウス暦       | 976/2/3  | 3/4   | 4/3   | 5/2   | 6/1   | 6/30  | 7/30  | 8/28  | 9/26  | 10/26 | 11/24   | 12/24   |          |